# Jesús López Pacheco
Jesús López Pacheco (Madrid, 13 de julio de 1930-London (Ontario) (Canadá), 6 de abril de 1997) fue un escritor y profesor universitario español representante del llamado realismo crítico dentro de la generación del 50.

## Biografía
Nacido en el verano de 1930, en el barrio de Cuatro Caminos de la capital de España. Hijo de un "experto montador de centrales hidroeléctricas", pasó su infancia en diversos pueblos de la Meseta formándose en escuelas rurales en un difícil estado de transición. Tras la contienda, la familia se instaló en Madrid donde transcurre la posguerra. Entre 1941 y 1949 estudió bachillerato en el Instituto Cardenal Cisneros, donde tuvo como profesor de literatura a Ernesto Giménez Caballero. Desoyendo el consejo familiar, en 1949 ingresó en la Facultad de Filosofía y Letras de la Universidad Complutense. Concluye su carrera dedicando su tesis al poeta Pedro Salinas, poeta y profesor exiliado y persona non grata en aquellos años en los círculos culturales de la Dictadura. 
En 1952 obtiene el accésit del Premio Adonáis de Poesía por su primer libro de poemas Dejad crecer este silencio, que se publica al año siguiente. En 1954 realiza el Servicio Universitario de Trabajo en Cudillero, Asturias. Fruto de esta experiencia será el poemario Mi corazón se llama Cudillero (1961), un canto al trabajo en el mar. En 1955 obtiene el “Premio Sésamo” de cuentos por Maniquí perfecto. Desde ese año y hasta 1958 es ayudante de editor de la revista Índice. 
En 1956 participa, junto con otros escritores e intelectuales, en la organización del Congreso Universitario de Escritores Jóvenes, que será finalmente suspendido y que pudo ser uno de los detonantes de los sucesos de 1956, durante los cuales López Pacheco fue detenido y encarcelado. En 1957 es finalista del Premio Nadal de novela, por Central eléctrica (que ese año se le concede a José Luis Martín Descalzo), que se publica al año siguiente, en donde se examinan las ideas de progreso y tradición, y se barajan tesis peligrosas en aquel momento como la "apropiación capitalista del trabajo obrero y del desarrollo social". En 1959 participa también en las Conversaciones sobre la novela internacional celebradas en Formentor, Mallorca, junto a Carlos Barral, Juan García Hortelano y otros. 
En 1961 dedica su libro Canciones del amor prohibido a Marisol Lázaro Morán, con la que se había casado en 1956. En Italia se edita Pongo la mano sobre España, que sería prohibido en España y al año siguiente finalista del “Premio Omegna”. Durante la década de 1960 realiza numerosos viajes por Italia, la URSS, Cuba y Suecia, donde es contratado como cronista del diario sueco Expressen y funda la Editorial Horizonte, en la que se dedica a trabajos de representación, traducción, gestión y edición. En 1961 publica en Argentina junto a los poetas españoles exiliados Marcos Ana y Luis Alberto Quesada el poemario España a tres voces, publicado por La Rosa Blindada. censurado en España.  En 1967 se publica en Lima su novela corta El hijo. 
En octubre de 1968 —y en lo que unos han considerado un autoexilio y otros un ejemplo de emigración intelectual—, se marcha con su compañera y sus tres hijos a Canadá como profesor en el departamento de español e italiano de la Western Ontario, en la que trabajó hasta su jubilación. Tras ser editados Delitos contra la esperanza y Algunos aspectos del orden público en el momento actual de la histeria de España en 1970, publica en México tres años después la novela La hoja de parra, siguiendo el modelo iniciado por Juan Goytisolo, de crítica de los mitos de la españolidad y de la moral dominante. En 1976 recopila sus relatos en Lucha por la respiración y otros ejercicios narrativos. Su estancia en Canadá y su conocimiento de la sociedad postindustrial son la base de sus dos siguientes poemarios: Asilo poético (1992) y Ecólogas y urbanas (1996), donde libera su preocupación por la progresiva destrucción de la vida humana y de la tierra. También es autor de la pieza teatral Máquina contra la Soledad o la Scherezada electrónica (1989).
En 1997 fallece en London. En 2002 se edita su antología poética El tiempo de mi vida y la novela El homóvil, obra que articula tres relatos con discursos paralelos y mezclando diferentes géneros (novela de caballerías, de ciencia ficción, etc.), todo ello en torno a un mismo eje narrativo y estructural, la vida en las sociedad capitalista.
Es padre del cineasta Bruno Lazaro.

## El homóvil, el trabajo de traducción y la ideología
Desde los setenta, López Pacheco comenzó a incorporar al texto otros soportes artísticos como la fotografía, el cine y el grafismo. El resultado más notable sería El homóvil, un retrato en tres tiempos (presente, pasado y futuro) y crítica radical de la alienación humana en el contexto social contemporáneo, barajando pautas del materialismo cultural: resistencia y crítica al orden social dominante y a los efectos de injusticia social, violencia cotidiana y explotación que éste conlleva.
Esa misma preocupación puede apreciarse en su trabajo como traductor, en el que destacan los Poemas y canciones de Brecht, el Diario íntimo de Eco, la Antología de Spoon River de Lee Masters o V del dramaturgo Tony Harrison.
Es autor de la Canción bailable popularizada por el cantautor Adolfo Celdrán  en su disco LP Silencio, publicado en 1970.
Toda la obra literaria de López Pacheco construye una poética de lo útil que entiende el texto literario como un material que satisface necesidades políticas, simbólicas y sensitivas, así como una escritura dialéctica que señala la contradicción como la forma productiva por excelencia del trabajo literario. Su concepción del realismo crítico como una dimensión vital y conflictiva del ser humano con la sociedad en que vive le lleva a caracterizar el mundo que describe su obra como el paso de la dictadura militar (la España de Franco entre 1939 y 1975), a la dictadura del domesticado en las sociedades del capitalismo tardío.

## Selección de su obra
- Dejad crecer este silencio. Ediciones Rialp, Madrid. 1953.
- Central eléctrica. Ediciones Destino, Barcelona. 1958. Reimprensión: Central eléctrica. Ediciones Destino, Barcelona. 1982. ISBN 84-233-1236-4.
- Mi corazón se llama Cudillero. El Ventanal, Mieres (Asturias). 1961.
- Ana, Quesada y López Pacheco (1961). España a tres voces. Ediciones Horizonte, Buenos Aires.
- Canciones del amor prohibido. Literaturasa, Barcelona. 1961.
- Algunos aspectos del orden público en el momento actual de la histeria de España. Mexica Era. 1970.
- La hoja de parra. J. Mortiz, México. 1973. Reimprensión: La hoja de parra. Bruguera, Barcelona. 1997. ISBN 84-02-05427-7.
- Lucha por la respiración y otros ejercicios narrativos. Ediciones Destino, Barcelona. 1980.
- Asilo poético : poemas escritos en Canadá, 1968–90. Ediciones Endymión, Madrid. 1992. ISBN 84-7731-125-0.
- Ecólogas y urbanas : manual para evitar un fin de siglo siniestro : versos, acciones, prosas, refranes, juegos y muchas otras cosas. Ediciones Bassarai. 1996. ISBN 84-921282-4-0.
- El homóvil o la desorbitación : libro de maquinerías: polinovela multinacional. Editorial Debate, Madrid. 2002. ISBN 84-8306-952-0.
- El tiempo de mi vida : antología. Germania, Valencia. 2002. ISBN 84-89847-87-8.